# Уолдгрейв, Джордж, 4-й граф Уолдгрейв
Джордж Уолдгрейв, 4-й граф Уолдгрейв (англ. George Waldegrave, 4th Earl Waldegrave; 23 ноября 1751 — 22 октября 1789) — британский офицер и политик.

## Ранняя жизнь
Родился 23 ноября 1751 года. Старший сын Джона Уолдгрейва, 3-го графа Уолдгрейва (1718—1784), и леди Элизабет Левесон-Гоуэр (1724—1784), младшей дочери 1-го графа Гоуэра. Он получил образование в Итонском колледже (Виндзор, графство Беркшир).

## Биография
В 1768 году Джордж Уолдгрейв был зачислен в 3-й пехотный гвардейский полк. Он получил чин лейтенанта в 1773 году. В мае 1778 года он перешел в Колдстримскую гвардию в чине подполковника, а в октябре 1779 года был назначен подполковником нового 87-го пехотного полка (до 1783 года). В 1788 году он ненадолго стал полковником 63-го пехотного полка, а в 1789 году он был переведен на пост полковника 14-го пехотного полка.
Джордж Уолдгрейв заседал в Палате общин Великобритании от Ньюкасл-андер-Лайма с 1774 по 1780 год. Он участвовал в борьбе с восставшими североамериканскими колониями (1776—1777). Адъютант короля Георга III в 1782 году, член Тайного совета (1782), вице-камергер королевского двора (1782—1784).
22 октября 1784 года после смерти своего отца Джордж Уолдгрейв унаследовал титул 4-го графа Уолдгрейва (графство Нортгемптоншир), 4-го виконта Чьютона (графство Сомерсет), 5-го барона Уолдгрейва из Чьютона (графство Сомерсет) и 8-го баронета Уолдгрейва из замка Хивер (графство Кент).

## Личная жизнь

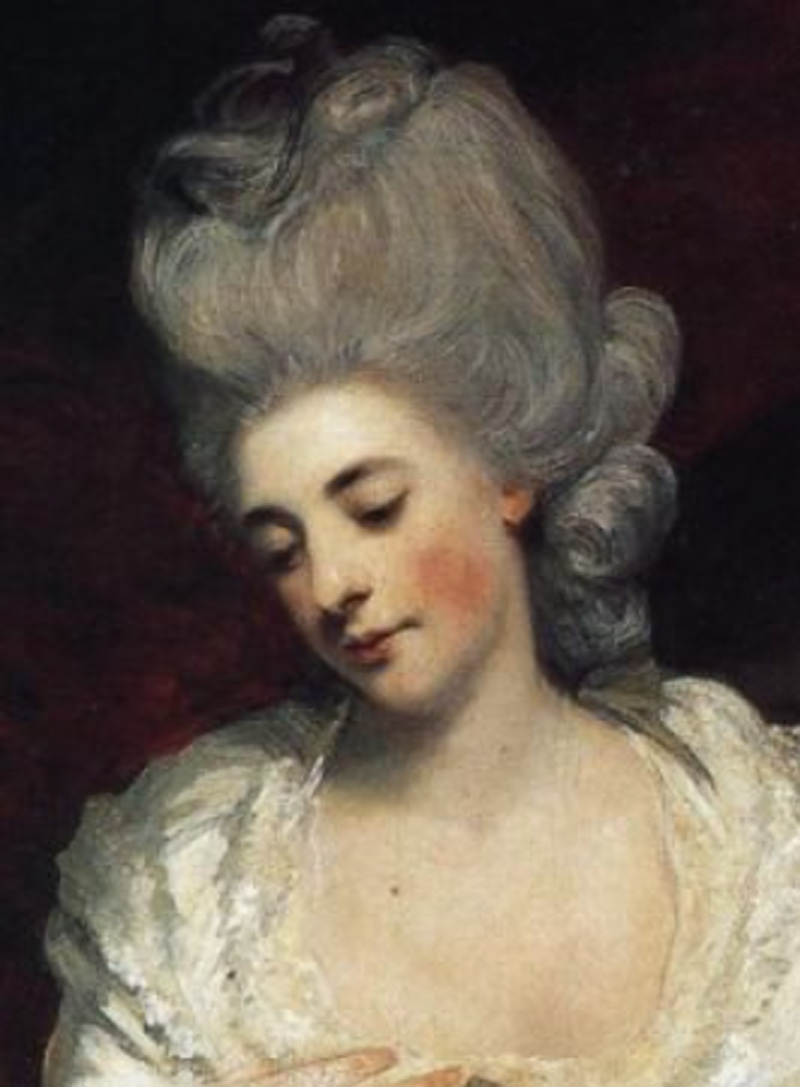
Элизабет Лора Уолдгрейв (1760—1816), супруга и кузина 4-го графа Уолдгрейва

5 мая 1782 года в Глостер-хаусе, Гросвенор-стрит, Пикадилли, Лондон, Джордж Уолдегрейв женился на своей двоюродной сестре, леди Элизабет Уолдгрейв (25 марта 1760 — 29 января 1816), старшей дочери своего дяди Джеймса Уолдгрейва, 2-го графа Уолдгрейва (1715—1763), и Марии Уолпол (1736—1807). У супругов родилось шестеро детей:
- Леди Мария Вильгельмина Уолдгрейв (1783 — 20 февраля 1805), вышедшая замуж за Натаниэля Миклетвейта[2].
- Джордж Уолдгрейв, 5-й граф Уолдгрейв (13 июля 1784 — 29 июня 1794), умер в возрасте девяти лет[2].
- Джон Уолдгрейв, 6-й граф Уолдгрейв (31 июля 1785 — 31 июля 1835), подполковник, женившийся на Энн Кинг[2].
- Достопочтенный Эдвард Уильям Уолдгрейв (29 августа 1787 — 22 января 1809), лейтенант, утонувший в море[2].
- Уильям Уолдгрейв, 8-й граф Уолдгрейв (27 октября 1788 — 24 октября 1859), вице-адмирал, женившийся первым браком на Элизабет Уитбред. После её смерти он вторично женился на Саре Уайтэр[2].
- Леди Шарлотта Уолдгрейв (1789—1790), родилась посмертно, но умерла в младенчестве[2].

Лорд Уолдгрейв скончался 22 октября 1789 года, и ему наследовал его сын Джордж, который умер в возрасте девяти лет в 1794 году, после чего титулы перешли к его младшему брату Джону.